# Eretmocerus debachi
Eretmocerus debachi is een vliesvleugelig insect uit de familie Aphelinidae. De wetenschappelijke naam is voor het eerst geldig gepubliceerd in 1992 door Rose & Rosen.